# Hitler: Konačni pad
Hitler: Konačni pad (njem.: Der Untergang) je njemačko-austrijska drama, koja prikazuje posljednjih 12 dana Hitlerova života i zadnje dane Trećeg Reicha. Film je režirao Oliver Hirschbiegel, a scenarist je Bernd Eichinger. Scenarij se temeljio na knjigama: 
- Unutar Hitlerova bunkera (Inside of Hitler's bunker) (autor: Joachim Fest)
- Do zadnjega sata (Until the Final Hour)
- Memoari Traudl Junge, jedne od Hitlerovih tajnica
- Hitlerovi posljednji dani (Hitler's Last Days) (autor Gerhardt Boldt)
- Das Notlazarett Unter Der Reichskanzlei: Ein Arzt Erlebt Hitlers Ende in Berlin (memoari) (autor Ernst-Günther Schenck)
- Soldat: Odsjaji njemačkog vojnika, 1936. – 1949. (memoari) (autor Siegfried Knappe).

## Sažetak
Početkom 21. stoljeća, godine 2001., 81. godišnja Traudl Junge pred kamerama priča o svojoj ulozi koju je doživjela u mladosti za vrijeme Drugog svjetskog rata kada je radila kao Hitlerova osobna tajnica. 1942. godine 22. godišnja Traudl Junge (Alexandra Maria Lara) iz Münchena s još četiri djevojke stiže u stožer vođe Trećeg Reicha Adolfa Hitlera (Bruno Ganz). Nacistički vođa, naime, bira svoju tajnicu i to mora biti osoba od najvećeg povjerenja. Privučen njezinom ljupkošću i uljudnošću, Hitler se odluči upravo za Traudl koja odmah počne s radom. 1945. godine, 3 godine poslije Berlin je u ruševinama i pitanje je dana kada će u njega umarširati sovjetske postrojbe. Adolf Hitler s Evom Braun (Juliane Köhler) i nekolicinom najbližih suradnika među kojima je i Joseph Goebbels (Ulrich Matthes) živi u bunkeru ne odustajući od planova o ratnoj pobjedi i obnovi Berlina po zamislima arhitekta Alberta Speera (Heino Ferch). 

## Vanjske poveznice
- Službena stranica
- Hitler: Konačni pad u internetskoj bazi filmova IMDb-a
- Hitler: Konačni pad na Box Office Mojo
- Hitler: Konačni pad na Rotten Tomatoes